# Maltese Premier League
Premier League – najwyższa w hierarchii klasa męskich ligowych rozgrywek piłkarskich na Malcie, będąca jednocześnie najwyższym szczeblem centralnym (I poziom ligowy), utworzona w 1909 r. i od samego początku zarządzana przez Maltański Związek Piłki Nożnej (MFA). Zmagania w jej ramach toczą się cyklicznie (co sezon) i przeznaczone są dla 14 najlepszych krajowych klubów piłkarskich. Jej triumfator zostaje mistrzem Malty, zaś najsłabsze drużyny są relegowane do First Division (II ligi maltańskiej).

## Historia
Mistrzostwa Malty w piłce nożnej rozgrywane są od 1909 r. Niejednokrotnie zmieniał się format rozgrywek. W sezonie 1980/81 liga zmieniła nazwę z L-Ewwel Diviżjoni (Pierwsza dywizja) na Premier League. 13 stycznia 2011 zdecydowano, że od sezonu 2011/2012 maltańska liga zostaje powiększona do 12 drużyn. W związku z powyższym do ligi awansowały trzy drużyny, podczas gdy została relegowana tylko ostatnia drużyna. Od sezonu 2017/18 w lidze gra 14 zespołów.

## System rozgrywek
Obecny format ligi zakładający podział rozgrywek na 2 rundy obowiązuje od sezonu 2016/17.
Rozgrywki składają się z 26 kolejek spotkań rozgrywanych pomiędzy drużynami systemem kołowym. Każda para drużyn rozgrywa ze sobą dwa mecze – jeden w roli gospodarza, drugi jako goście. Od sezonu 2017/18 w lidze występuje 14 zespołów. W przeszłości liczba ta wynosiła od 3 do 12. Drużyna zwycięska za wygrany mecz otrzymuje 3 punkty (do sezonu 1993/94 2 punkty), 1 za remis oraz 0 za porażkę.
Zajęcie 1. miejsca po ostatniej kolejce spotkań oznacza zdobycie tytułu mistrza Malty, który kwalifikuje się do eliminacji Ligi Mistrzów UEFA. Druga oraz trzecia drużyna zdobywają możliwość gry w Lidze Europy UEFA. Również zdobywca Pucharu Malty startuje w eliminacjach do Ligi Europy lub, w przypadku, w którym zdobywca krajowego pucharu zajmie pierwsze miejsce w lidze – możliwość gry w eliminacjach do Ligi Europy otrzymuje również czwarta drużyna klasyfikacji końcowej. Zajęcie 2 ostatnich miejsc wiąże się ze spadkiem drużyn do First Division. Trzecia drużyna od dołu tablicy walczy w barażach play-off z trzecią drużyną First Division o utrzymanie w najwyższej lidze.
W przypadku zdobycia tej samej liczby punktów, klasyfikacja końcowa ustalana jest na podstawie wyniku dwumeczu pomiędzy drużynami, w następnej kolejności, w przypadku remisu – na podstawie różnicy bramek w pojedynku bezpośrednim, następnie na podstawie ogólnego bilansu bramkowego osiągniętego w sezonie, większej liczby bramek zdobytych oraz w ostateczności za pomocą losowania.

## Skład ligi w sezonie 2024/25
| Uczestnicy poprzedniej edycji | Uczestnicy poprzedniej edycji | Uczestnicy poprzedniej edycji | Uczestnicy poprzedniej edycji |
| --- | ----------------------------- | ----------------------------- | ----------------------------- |
| ĦAM | Ħamrun Spartans               | Ħamrun                        | 1                             |
| BIR | Birkirkara FC                 | Birkirkara                    | 2                             |
| FLO | Floriana FC                   | Floriana                      | 3                             |
| SLI | Sliema Wanderers              | Sliema                        | 4                             |
| HIB | Hibernians                    | Paola                         | 5                             |
| MRS | Marsaxlokk FC                 | Marsaxlokk                    | 6                             |
| GŻI | Gżira United FC               | Gżira                         | 7                             |
| MOS | Mosta                         | Mosta                         | 8                             |
| STP | St. Patrick FC                | Żabbar                        | 9                             |
| po barażach |                               |                               |                               |
| NAX | Naxxar Lions FC               | Naxxar                        | 10                            |
| Spadek z Maltese Premier League 2024/25 |                               |                               |                               |
| BAL | Balzan FC                     | Balzan                        | 12                            |
| po barażach |                               |                               |                               |
| MEL | Melita                        | St. Julian’s                  | 11                            |
| Awans z Challenge League 2024/25 |                               |                               |                               |
| VAL | Valletta FC                   | Valletta                      | 1                             |
| TAR | Tarxien Rainbows              | Tarxien                       | 2                             |
| Oznaczenia: - kolumna pierwsza – skróty nazw drużyn, - kolumna trzecia – siedziba klubu, - kolumna czwarta – miejsce zajęte w poprzednim sezonie. |                               |                               |                               |

## Statystyka

### Tabela medalowa
Mistrzostwo Malty zostało do tej pory zdobyte przez 10 różnych drużyn.
Stan na koniec sezonu 2024/25.
| Lp. | Klub                           | Miejsca na podium | Miejsca na podium     | Miejsca na podium | Zwycięskie sezony |    |    | |
| --- | ------------------------------ | ----------------- | --------------------- | ----------------- | --- | -- | -- | --- |
| Lp. | Klub                           | 1.                | Sliema Wanderers F.C. | 26                | Zwycięskie sezony | 31 | 18 | 1919/20, 1922/23, 1923/24, 1925/26, 1929/30, 1932/33, 1933/34, 1935/36, 1937/38, 1938/39, 1939/40, 1948/49, 1953/54, 1955/56, 1956/57, 1963/64, 1964/65, 1965/66, 1970/71, 1971/72, 1975/76, 1988/89, 1995/96, 2002/03, 2003/04, 2004/05 |
| 2.  | Floriana F.C.                  | 26                | 15                    | 12                | 1909/10, 1911/12, 1912/13, 1920/21, 1921/22, 1924/25, 1926/27, 1927/28, 1928/29, 1930/31, 1934/35, 1936/37, 1949/50, 1950/51, 1951/52, 1952/53, 1954/55, 1957/58, 1961/62, 1967/68, 1969/70, 1972/73, 1974/75, 1976/77, 1992/93, 2019/20 |    |    | |
| 3.  | Valletta F.C.                  | 25                | 17                    | 21                | 1914/15, 1931/32, 1944/45, 1945/46, 1947/48, 1958/59, 1959/60, 1962/63, 1973/74, 1977/78, 1979/80, 1983/84, 1989/90, 1991/92, 1996/97, 1997/98, 1998/99, 2000/01, 2007/08, 2010/11, 2011/12, 2013/14, 2015/16, 2017/18, 2018/19          |    |    | |
| 4.  | Hibernians F.C.                | 13                | 14                    | 14                | 1960/61, 1966/67, 1968/69, 1978/79, 1980/81, 1981/82, 1993/94, 1994/95, 2001/02, 2008/09, 2014/15, 2016/17, 2021/22 |    |    | |
| 5.  | Ħamrun Spartans F.C.           | 11                | 11                    | 13                | 1913/14, 1917/18, 1946/47, 1982/83, 1986/87, 1987/88, 1990/91, 2020/21, 2022/23, 2023/24, 2024/25 |    |    | |
| 6.  | Birkirkara F.C.                | 4                 | 10                    | 10                | 1999/2000, 2005/06, 2009/10, 2012/13 |    |    | |
| 7.  | Rabat Ajax F.C.                | 2                 | 1                     | 1                 | 1984/85, 1985/86 |    |    | |
| 8.  | Saint George’s FC              | 1                 | 3                     | 5                 | 1916/17 |    |    | |
| 9.  | Marsaxlokk F.C.                | 1                 | 1                     | 0                 | 2006/07 |    |    | |
| 10. | King’s Own Malta Regiment F.C. | 1                 | 0                     | 0                 | 1918/19 |    |    | |
| 11. | Marsa F.C.                     | 0                 | 2                     | 0                 | |    |    | |
| 11. | Balzan FC                      | 0                 | 2                     | 0                 | |    |    | |
| 13. | Melita F.C.                    | 0                 | 1                     | 1                 | |    |    | |
| 14. | Vittoriosa Rovers F.C.         | 0                 | 1                     | 0                 | |    |    | |
| 15. | Gżira United F.C.              | 0                 | 0                     | 5                 | |    |    | |
| 16. | Żurrieq F.C.                   | 0                 | 0                     | 3                 | |    |    | |
| 16. | Sliema Rangers F.C.            | 0                 | 0                     | 3                 | |    |    | |
| 18. | St. Joseph’s United F.C.       | 0                 | 0                     | 1                 | |    |    | |
| 18. | Army Service Corps F.C.        | 0                 | 0                     | 1                 | |    |    | |
| 18. | Malta Police F.C.              | 0                 | 0                     | 1                 | |    |    | |